# 邸順
邸 順（てい じゅん）は、金朝末期からモンゴル帝国初期にかけて活躍した人物。

## 概要
邸順は順天軍行唐県出身の人物であった。金末、モンゴルの侵攻が始まると華北地方は治安が悪化し、盗賊が横行する状態にあった。そこで邸順は一族の者や郷里の者数百名を集め、弟の邸常とともに石城・玄保という2つの城を築き盗賊から身を守った。邸順は1214年（甲戌）に華北地方に侵攻してきたチンギス・カンに投降したと伝えられるが、実際にモンゴルに投降したのはもっと後のことではないかとする説もある。1216年（丙子）、真定地方で飢離が起こるとそれに伴って盗賊の掠奪も悪化し、邸順は真定を襲った盗賊数百人を捕らえて殺した。モンゴル側では曲陽県を恒州と改め、邸順をその安撫使とした。
その後、邸順は金朝の武将である武仙の軍団を撃退し、この功績により鎮国上将軍・恒州等処都元帥に昇格となった。1220年（庚辰）、武仙が黄山・堯山に駐屯すると、邸順は弟の邸常とともにこれを再度破った。この頃、西京路（現在の大同市）の郝道章が密かに武仙と組んで攻撃を仕掛けていたため、邸順は郝道章を捕らえてこれを殺してしまった。更に、邸順は華北に駐留するモンゴル軍の総帥であるムカリとともに武仙軍を王柳口を破り、この敗戦によって遂に武仙は真定を棄て南方に逃れた。武仙との一連の戦闘による功績により、邸順は察納合児というモンゴル名と驃騎衛上将軍の地位を授かった。
1231年（辛卯）、第2代皇帝オゴデイによる第二次金朝侵攻が始まると、河南の諸郡はモンゴル軍によって平定され、邸順はその中でも中山府の統治を任された。1239年（己亥）には行軍万戸とされ、5千の軍を率い南宋遠征軍に加わり、帰徳府を攻略して駐屯した。1247年（丁未）には五河口に駐屯していたところを南宋軍の夜襲を受けたが、これを返り討ちにして15人を生け捕りとした。1253年（癸丑）には漣水を攻めたが、1256年（丙辰）に74歳にして亡くなった。最終的に万戸（トゥメン）にまで昇格した邸順は、同じく河北地方で万戸とされた史天沢（真定万戸）・張柔（順天万戸）に次ぐ有力な漢人世侯であったと評されている。
邸順の息子の邸浹、その息子の邸栄仁、邸順の族弟の邸琮、邸琮の息子の邸沢は皆モンゴル帝国に仕え金朝・南宋の攻略に従事した。